# Lyscha
Die Lyscha (russisch Лы́жа) ist ein linker Nebenfluss der Petschora in der Republik Komi in Nordwestrussland.
Die Lyscha entspringt im Petschora-Höhenzug (Печорская гряда, Petschorskaja grjada). Sie fließt zuerst in östlicher Richtung, wendet sich dann ein Stück nach Nordwesten und schließlich wieder nach Osten. Sie mündet etwa 50 km südwestlich der Stadt Ussinsk linksseitig in die Petschora. Die Lyscha hat eine Länge von 223 km. Sie hat ein Einzugsgebiet von 6620 km². Ihr wichtigster Nebenfluss ist die Wadma von links. Die Lyscha ist zwischen Ende April und Ende Oktober / Anfang November eisfrei. Das Frühjahrshochwasser trägt wesentlich zum Jahresabfluss bei.